# 中尾寛志
中尾 寛志（なかお ひろし、1956年 -）は、日本の地方公務員。大阪市教育委員会教育次長、大阪市副市長、大阪市医学会顧問などを歴任した。

## 人物・経歴
1980年大阪大学法学部卒業。大阪市教育委員会教育次長や、大阪市総務局長などを経て、2014年から橋下徹大阪市長直轄の市政改革室長を務めた。2015年に吉村洋文市長の新体制において鍵田剛とともに副市長に起用され、関西電力の金品受領問題への対応にあたるなどした。大阪市医学会顧問等も歴任。2020年任期満了退任。